# Terminalia (festività)
I Terminalia erano un'antica festività della religione romana dedicata al dio Termine (in latino Terminus), che proteggeva i confini.

## Descrizione
Secondo la tradizione romana la festività fu introdotta da Numa Pompilio, secondo re di Roma, che dopo aver stabilito i confini tra i poderi dei possidenti romani, li sacralizzò dedicandoli a Jupiter Terminalis, cui fu dedicata la festività dei Terminalia.
Unica divinità romana a cui non potevano essere dedicati sacrifici di animali, la sua rappresentazione scultorea era semplicemente una pietra o un cippo conficcato nel suolo per dividere diverse proprietà.
In occasione della festività, i due proprietari dei due terreni adiacenti incoronavano la statua con ghirlande e innalzavano un altare grezzo, sul quale offrivano grano, miele e vino e sacrificavano un agnello o un lattonzolo (cucciolo del maiale).
La cerimonia si concludeva con il canto delle preghiere al dio.
La festa pubblica in onore di questo dio era celebrata presso la pietra miliare del VI miglio sulla via Laurentina (via che portava a Laurentum), indubbiamente per il fatto che questo fosse il limite originario dell'estensione del territorio di Roma in quella direzione.
La festività dei Terminalia era celebrata a.d. VII Kal. Mart., cioè il 23 febbraio, il giorno prima del Regifugium. Il 23 febbraio era anche l'ultimo giorno dell'antico anno romano, motivo del nome della festività.
Infatti, febbraio era l'ultimo mese dell'anno romano e, quando fu aggiunto il mese intercalare di Mercedonius, gli ultimi cinque giorni di febbraio furono aggiunti al mese intercalare, rendendo il 23 febbraio l'ultimo giorno dell'anno.
Quando Cicerone in una lettera ad Attico dice: Accepi tuas litteras a.d. V Terminalia ("ricevetti la tua lettera il 19 febbraio), egli utilizza tale strano modo di definire la data, poiché, trovandosi in Cilicia, egli non sapeva se quell'anno fosse stato inserito il mese intercalare.
Il Terminus centrale di Roma (da dove tutte le strade partivano) era l'antico tesoro del dio sul Campidoglio. Il tempio di Giove, re degli dei, per volontà dall'ultimo re della città, Tarquinio il Superbo, fu costruito sul Campidoglio, previo spostamento dei templi preesistenti. Tra questi v'era anche il cippo dedicato al dio Termine, ma per quanti sforzi facessero, gli uomini non riuscirono a svellerlo. Interrogati, gli àuguri lessero nel volo degli uccelli che il dio Termine rifiutava di essere spostato, cosa che fu considerata come segno di stabilità per la città. Così si decise di lasciarlo all'interno del tempio, costruendo intorno ad esso un sacello, lasciando però aperto il tetto, poiché il dio doveva avere sopra di sé solo il cielo.